# Eridantes utibilis
Eridantes utibilis is een spinnensoort in de taxonomische indeling van de hangmatspinnen (Linyphiidae).
Het dier behoort tot het geslacht Eridantes. De wetenschappelijke naam van de soort werd voor het eerst geldig gepubliceerd in 1933 door Crosby & Bishop.